# Maria Gabriele Zimmermann-Dursch
Maria Gabriele Zimmermann-Dursch (* 4. Juli 1881 in Binningen, Kreis Konstanz; † 9. Oktober 1971 in Konstanz) war eine süddeutsche Malerin, die hauptsächlich Landschaften, Stillleben und Porträts schuf. Den Großteil ihres Lebens verbrachte sie in Konstanz am Bodensee.

## Leben
Maria Gabriele Zimmermann-Dursch war Tochter des Oberlehrers Josef Dursch und seiner Frau Karoline Dursch (geb. Hund). Sie erhielt bereits in ihrer Jugend Mal- und Zeichenunterricht in Rottweil und wuchs in einer kunstinteressierten Familie auf. Später unternahm sie Studienaufenthalte in München und Italien; die restliche Zeit ihres Lebens verbrachte sie in Konstanz. Dort etablierte sie sich als Malerin, war im bürgerlichen Umfeld ihrer Heimatstadt künstlerisch tätig und gehörte schließlich zur „alten Garde der am See wirkenden Künstler“. Ihr Ehemann Wilhelm Zimmermann war als Regierungsdirektor tätig, wodurch Zimmermann-Dursch finanziell abgesichert war und sich uneingeschränkt ihrer Kunst widmen konnte. Ihr umfangreiches Werk überließ sie der Städtischen Wessenberg-Galerie in Konstanz, die ihre Arbeiten in die städtische Kunstsammlung aufnahm.

## Künstlerisches Schaffen
Das Werk von Maria Gabriele Zimmermann-Dursch beschränkt sich thematisch nicht auf die Bodenseelandschaft. Zwar hält sie den See in einigen ihrer Werke fest, ihr Œuvre zeichnet sich jedoch durch eine große thematische Vielfalt aus. Es umfasst Landschaftsbilder, Stillleben, Interieurs und Porträts.
Ihre Landschaftsbilder zeigen neben Motiven des Bodensees auch Hochgebirgsszenen. Charakteristisch sind ein kraftvoller, breiter Pinselduktus, eine dynamische Ausführung und ein deckender Farbauftrag. Landschaftliche Reize der Region wurden in ihrer Malerei festgehalten. Ihre Stillleben, insbesondere ihre Blumenstücke, zeichnen sich durch eine intensive Leuchtkraft aus. In ihren Interieurs fängt sie intime Raumsituationen ein, aus deren „Farben die Ruhe der Stunde spricht.“ Die Porträts von Zimmermann-Dursch sind im Stil des expressiven Realismus gehalten und orientieren sich an Wilhelm Trübner. Ein Selbstporträt zeigt sie vor der Leinwand als selbstbewusste Frau in Malerkittel, mit Pinsel und Palette, wobei ihr offener Blick herausfordernd in Richtung der Betrachtenden gerichtet ist. Darüber hinaus fertigte sie zahlreiche Studien an, darunter Akt-, Kopf- und Naturstudien. Ihr Schaffensprozess war von einer inneren Vorstellungskraft geprägt, wie sie selbst betonte: „Was ich in Angriff nehme, steht zuvor wie eine innere Schau vor mir.“

## Ausstellungen
Maria Gabriele Zimmermann-Dursch präsentierte ihre Werke unter anderem in Ausstellungen. Im Jahr 1920 stellte sie gemeinsam mit der Malerin Lore Lepsius im Wessenberghaus in Konstanz aus. 1946 und 1959 fertigte sie Illustrationen für das Bodenseebuch, einer Jahreszeitschrift. Zimmermann-Dursch war außerdem regelmäßig bei den Weihnachtsausstellungen des Kunstvereins Konstanz vertreten, bei denen sie jährlich zwei bis drei Werke zeigte. Darüber hinaus beteiligte sie sich kontinuierlich an den Ausstellungen des Lyzeumklubs. Nach dem Tod der Künstlerin wurde ihr mit einer Gedächtnisausstellung im Bürgersaal in Konstanz geehrt: „Maria Gabriele Zimmermann-Dursch“, vom 27. Mai bis 24. Juni 1973.

## Werke (Auswahl)
- Nähendes Mädchen im Atelier, o. J., Öl auf geprägtem Malkarton, 71,8 × 62,2 cm, Städtische Wessenberg-Galerie Konstanz.
- Selbstbildnis mit Palette, o. J., Öl auf Hartfaserplatte, 74 × 63 cm, Städtische Wessenberg-Galerie Konstanz.
- Arbeiter Studienkopf, 1913, Kohle auf Papier, 49 × 39,2 cm, Städtische Wessenberg-Galerie Konstanz.
- Haus des ital. Landwirts, 1929, Öl auf Karton, 31,8 × 41,9 cm, Städtische Wessenberg-Galerie Konstanz.
- Blick vom Pfänder, o. J., Öl auf Karton, 61 × 74,5 cm, Städtische Wessenberg-Galerie Konstanz.
- Weiße Rosen, o. J., Öl auf Leinwand auf Karton geklebt, 65 × 55 cm, Städtische Wessenberg-Galerie Konstanz.
- Flieder in Schale, o. J., Öl auf Leinwand auf Karton maroufliert, 70 × 89 cm, Städtische Wessenberg-Galerie Konstanz.